# Jean Écalle
Jean Écalle est un mathématicien français né en 1950, qui s'intéresse aux systèmes dynamiques, à la théorie des perturbations et à l'analyse.

## Carrière
Écalle obtient son doctorat en 1974 sous la direction d'Hubert Delange à l'université Paris-Sud à Orsay, avec une thèse d'État sur La Théorie des invariants holomorphes. Il est directeur de recherche au Centre national de la recherche scientifique (CNRS) et professeur à l'université Paris-Sud.
Il a développé une théorie des fonctions dites résurgentes, fonctions analytiques à singularités isolées, qui ont un comportement particulier par rapport à la dérivation (calcul différentiel dit "étranger") et qui réapparaissent sous une forme légèrement différente au niveau de leurs différentes singularités (d'où le nom). 
Comme exemples de fonctions résurgentes, on peut citer les solutions des intégrales abéliennes. À partir des travaux d'Émile Borel, il a fourni une méthode de résolution des séries divergentes pour cette classe fonctionnelle, à partir de développements asymptotiques, avec une application au développement semi-classique en théorie quantique.
Il s'intéresse à la théorie des systèmes dynamiques et aux résonances (problème du petit dénominateur).
Il a été prouvé à propos du seizième problème de Hilbert par Jean Écalle et Yulij Ilyashenko (1991-1992) que le nombre des cycles limites d'une équation polynomiale donnée est fini (résultat que Henri Dulac pensait avoir prouvé en 1923, avant qu'Ilyashenko ne détecte une erreur dans sa preuve en 1981).
Le communiqué de l'Académie des sciences pour l'attribution du prix Mergier-Bourdeix mentionne que « Jean Écalle est un chercheur d'une originalité remarquable qui a mis au point pendant des années d'effort solitaire une théorie qui a depuis montré sa profondeur et sa puissance en résolvant plusieurs problèmes ouverts importants en mathématiques. L'idée centrale de ses travaux est un approfondissement de la transformation de Laplace-Borel et de la transformation de Borel, qui lui permet de définir des invariants de nature globale, grâce à ses “dérivations étrangères”, dans les problèmes de prolongement analytique. Voici trois succès de la théorie, la classification des germes d'automorphismes tangents à l'identité dans le domaine complexe, la démonstration de la conjecture de Voros sur le spectre de l'opérateur de Schrödinger à potentiel quantique, et enfin la résolution (avec Martinet, Moussu et Ramis) du vieux problème de Dulac de la théorie des équations différentielles (problème de Hilbert). Les travaux de Jean Écalle recèlent une richesse d'applications tout à fait exceptionnelle. ».

## Prix et récompenses
- En 1988 il est le premier lauréat du prix Mergier-Bourdeix, grand prix de l'Académie des sciences de Paris.
- Il est conférencier invité au Congrès international des mathématiciens en 1990 à Kyoto avec une conférence sur The acceleration operators and their applications.

## Travaux
- Les Fonctions résurgentes, Pub. Math. Orsay, 1985
- Cinq applications des fonctions résurgentes, Pub. Math. Orsay 1984
- « Singularités non abordables par la géométrie », Annales Inst. Fourier, 42, 1992, 73-164, numdam
- « Six Lectures on Transseries, Analysable Functions and the Constructive Proof of Dulac's Conjecture », in D. Schlomiuk, Bifurcations and Periodic Orbits of Vector Fields, Kluwer 1993, p. 75-184
- avec B. Vallet, « Correction, and linearization of resonant vector fields or diffeomorphisms », Mathematische Zeitschrift 229, 1998, p. 249-318
- « A Tale of Three Structures: the Arithmetics of Multizetas, the Analysis of Singularities, the Lie Algebra ARI », in B. L. J. Braaksma, G. K. Immink, Marius van der Put, J. Top (éd.), Differential Equations and the Stokes Phenomenon, World Scientific, 2002, p. 89-146.
- « Recent Advances in the Analysis of Divergence and Singularities », in C. Rousseau, Yu. Ilyasheenko (éd.), Proceedings of the July 2002 Montreal Seminar on Bifurcations, Normal forms and Finiteness Problems in Differential Equations, Kluwer, 2004, p. 87-187
- Théorie des invariants holomorphes, Pub. Math. Orsay 1974
- Introduction aux fonction analysables et preuve constructive de la conjecture de Dulac, Hermann, 1992